# キキ・スミス
キキ・スミス（Kiki Smith、1954年1月18日 - ）は、西ドイツ生まれのアメリカ人アーティストであり、性と誕生と再生について制作をしている。彼女の1980年代後半から1990年代初頭にかけての比喩的な作品はエイズやジェンダーなどの問題に立ち向かっていたが、最近は自然との関係での人間の条件を表現している。ニューヨーク市のローワーイーストサイドとニューヨーク州のハドソンバレー在住。父親は芸術家のトニー・スミス(英語版：Tony Smith)、母親は俳優でオペラ歌手のジェーン・ローレンス(英語版：Jane Lawrence)。

## 幼少期と教育
キキ・スミスの作品は、両親のものとは大きく異なるが、父親の幾何学的な彫刻の制作の過程に早くから触れることで、フォーマルな職人技を直に体験している。また、カトリック教会での彼女の子供時代の経験が人体への魅力と合わさり、彼女の制作を概念的に形成した。
幼少期の1955年、キキ・スミスはドイツからニュージャージー州サウスオレンジに転居した。その後、コロンビア高校に通ったが合わず、両親は倫理的な教育をする私塾のチェンジズに転校させている。時代はベトナム戦争の頃で、キキ・スミスはワシントンへ人権のためのデモに参加しており、両親はマリファナなどは反対したが、基本的に彼女の行動に賛同している。その後の1974年から1975年の18ヶ月はコネチカット州のハートフォード美術学校に在校し、1976年からはニューヨークに移り、アーティスト集団であるコラボレイティブ・プロジェクト（Colab）に参加した。 彼女の作品からは、このラディカルなグループの型破りな素材の使用の影響が見て取れる。1984年の短い期間、キキ・スミスは救急医療技術者の技術を学び、身体の部分彫刻を行った。そうして、1990年までに彼女は、身体像を作り始めた。

## 作品

### テーマ
1980年に父親が亡くなり、姉でアンダーグラウンド俳優のビアトリス、通称「ベベ」がエイズで亡くなったことで、キキ・スミスは1988年に死亡率と身体の物質性に関する野心的な探究を開始した。キキ・スミスは、 心臓、肺、胃、肝臓、脾臓の彫刻を含む、幅広い人体の臓器を表現する作品を制作し続けており、関連して体液を表現する作品もある。これは、エイズ・クライシス（血液）と女性の権利（尿、月経血、排泄物）への反応として、社会的に重要である。

### フィルム
1984年、スミスはニューヨークのロウアーイーストにあるフェミニスト・シネマの一つのノー・ウェイヴで、1981年から始めた、キキ・スミスが言うところの「決定的な未完のドキュメンタリー」である映画『ケイブ・ガールズ (Cave Girls)』と題したスーパー8mmフィルムの作品を完成させた。共同ディレクターとして、エレン・クーパーの名が挙げられる。

### 版画
キキ・スミスは、幅広い版画制作の工程を試している。いくつかの彼女の初期の作品は、ドレスやスカーフやシャツにしばしば身体部分のイメージをシルクスクリーンのプリントを施している。1980年代初めには、Colab(英語版：Colab）と提携し、Colabのイベントを含む政治声明の一連のポスター群の印刷をしている。1988年には、日本の解剖学の本から見つけた胎児の姿を15フィートのシルクスクリーンに繰り返す作品「オールソウルズ（All Souls）」を制作した。図像はハンドメイドのタイ製の紙に36種類のアタッチメントにより、黒インクで印刷されている。
MoMAとホイットニー美術館の両館は、キキ・スミスのプリント作品を広範囲に収集している。1999年の「ブループリント（Blue Prints）」シリーズは、銅版画のアクアチントの技法で制作されている。「聖女と鳩（Virgin with Dove）」は、耐酸性の銅板にエアブラシでアクアチントを施している。この技法はプリント時に聖女マリアと精霊の後光の効果をもたらす。

### 彫刻
シリコンブロンズと鋼鉄で鋳造された「マグダラのマリア（Mary Magdelene）」（1994年）は、キキ・スミスによる非伝統的な裸婦像である。その身体は、胸とへその周りと顔以外、どこにも皮膚がない。彼女の足は鎖で繋がれ、その顔はあまり細かくは作り込まれておらず、空を見上げている。
キキ・スミスは「マグダラのマリア（Mary Magdelene）」の制作時、南ドイツにあるマグダラのマリアの彫刻にインスパイアされ、「ワイルドウーマン」のように描写したと発言している。
ユーカリの木の幹の上に立つ裸婦「スタンディング（Standing）」 (1998年)は、スチュアートコレクションの一部としてカリフォルニア大学サンディエゴ校のキャンパスにパブリックアートとして制作された。
他のガラスの目を持つブロンズ彫刻「リリス（Lilith）」は、メトロポリタン美術館に展示されている。リリスは、ギャラリーの天地を逆さまに壁掛けされている印象的な裸婦像である。
2005年、キキ・スミスのインスタレーション「Homespun Tales」は51回ベニスビエンナーレで称賛を浴びた。2010年のペースギャラリーでのインスタレーション「Lodestar」は、等身大の人体のステンドグラス作品が自立している展示である。

Rapture, 2001 bronze

### コミッションワーク
1998年、5年間の制作を経て、キキ・スミスの初めての屋外での恒久彫刻がカリフォルニア大学サンディエゴ校に設置された。
2010年、キキ・スミスと建築家のデボラ・ガンズ（Deborah Gans）は、ニューヨークのローワーイーストサイドにある1887年に建てたれた国定歴史建造物であるエルドリッジストリートにあるシナゴーグのための新しい記念碑的な東側の窓の作成を、エルドリッジストリート博物館から依頼された。この恒久展示は、博物館の20年にわたる修復の最後をかざる重要なもので、2018年のキキ・スミスによるサイトスペシフィックな彫刻の「Belowthe Horizon：Kiki Smith at Eldridge」展で締めくくられた。
ビビアン・ボーモント・シアターの上にあるクレア・トウ劇場のために、キキ・スミスは、細かい線で切られた板と青銅の鳥で作った小さなモバイル作品「序曲（Overture）」（2012年）を考案した。
2019年、キキ・スミスはサイトスペシフィックインスタレーション「メモリー（Memory）」をギリシャのハイドラ島にあるDESTE現代美術財団のために考案した。

### アーティストブック
キキ・スミスは「水源（Fountainhead）」 (1991年)、「硝子体（The Vitreous Body）」 (2001年)、 「Untitled」(英語版：Book of Hours) (1986年)を含む独特な本を制作した。

### タペストリー
タペストリーは、他のやり方では頻繁にできない、より大きな寸法と色での作業をするチャンスを与えてくれた （「こんなに大きくできるとは思ってもみませんでした」）とキキ・スミスは述べている。
キキ・スミスは、2010年代初頭から、ファインアートスタジオのMagnolia Editionsから発行される9x6フィートの12個のジャカード織りのタペストリーを作っている。
2012年、ニューバーガー・ミュージアム・オブ・アートで、これらの織り版の3つのシリーズの展示している。
2019年の早い時期、イタリアのフィレンツェにあるピッティ宮殿で「道路で見たもの（What I saw on the road）」展示の一部として12個のタペストリー全てが一緒に展示した。